# NGC 4040
NGC 4040 est une vaste galaxie elliptique située dans la constellation de la Chevelure de Bérénice. NGC 4040 a été découverte par l'astronome américain Lewis Swift en 1887.

## Caractéristiques
Sa vitesse par rapport au fond diffus cosmologique est de
Selon la base de données Simbad, NGC 4040 est une galaxie LINER, c'est-à-dire une galaxie dont le noyau présente un spectre d'émission caractérisé par de larges raies d'atomes faiblement ionisés.

### Distance
Sa vitesse par rapport au fond diffus cosmologique est de 7 205 ± 23 km/s, ce qui correspond à une distance de Hubble de 106,3 ± 7,5 Mpc (∼347 millions d'al).
À ce jour, une mesure non basée sur le décalage vers le rouge (redshift) donne une distance d'environ 97,900 Mpc (∼319 millions d'al). Cette valeur est à l'extérieur des valeurs de la distance de Hubble, mais compatible avec celles-ci. Notons cependant que c'est avec la valeur moyenne des mesures indépendantes, lorsqu'elles existent, que la base de données NASA/IPAC calcule le diamètre d'une galaxie et qu'en conséquence le diamètre de NGC 4040 pourrait être d'environ 60,3 kpc (∼197 000 al) si on utilisait la distance de Hubble pour le calculer.

### Brillance de surface
En raison d'une brillance de surface égale à 14,28 mag/am2, on peut qualifier NGC 4040 de galaxie à faible brillance de surface (LSB en anglais pour low surface brightness). Les galaxies LSB sont des galaxies diffuses (D) avec une brillance de surface inférieure de moins d'une magnitude à celle du ciel nocturne ambiant.